# Haus Trastámara

Wappen des Hauses Trastámara

Das Haus Trastámara war eine Dynastie von Königen auf der Iberischen Halbinsel, die Kastilien von 1369 bis 1504, die Länder der Krone von Aragón von 1412 bis 1516, Navarra von 1425 bis 1479 und Neapel von 1442 bis 1501 regierte. Die Bezeichnung stammt vom Gründer der Dynastie, König Heinrich II. von Kastilien, der vor seiner Thronbesteigung 1369 als Graf von Trastámara auftrat.
Heinrich von Trastámara war ein unehelicher Sohn (Bastard) von König Alfons XI. und Halbbruder von Peter dem Grausamen, den er in jahrelangen Kämpfen verdrängen konnte. Sein Enkel Ferdinand wurde 1412 im Kompromiss von Caspe zum König von Aragón gewählt (Kastilien blieb bei den Nachkommen seines älteren Bruders). Dessen Sohn Johann II. von Aragón heiratete 1425 die Königin von Navarra, das er bis 1479 regierte. 1442 hatte Johanns Bruder Alfons V. Neapel erobert.
Johanns Sohn war Ferdinand der Katholische, der Isabella I. von Kastilien aus der älteren Linie der Familie heiratete und damit die Vereinigung von Kastilien und Aragón zum Königreich Spanien einleitete. Durch die Ehe ihrer Tochter Johanna der Wahnsinnigen mit Philipp dem Schönen gelangte das neue Königreich schließlich in die Hände der Habsburger.
Die Zeit der Dynastie Trastámara war für die Iberische Halbinsel eine Zeit der Stärkung der Monarchie und der staatlichen Einigung, der kolonialen Expansion nach der Entdeckung Amerikas, aber auch die der wirtschaftlichen Entwicklung und des beginnenden Aufstiegs des Bürgertums.

## Stammliste
1. Heinrich (Enrique) II., * 1333, † 1379, genannt el de las Mercedes, Graf von Trastamara., 1369/79 König von Kastilien und León, unehelicher Sohn von König Alfons XI. und Leonor de Guzmán – Vorfahren siehe Haus Burgund-Ivrea; ⚭ 1350 Juana Manuel von Kastilien, Tochter von Juan Manuel de Villena (Haus Burgund-Ivrea)
  1. Johann (Juan) I., * 1358, † 1390, 1379 König von Kastilien und León; ⚭ I Leonor Infantin von Aragón, Tochter von Peter IV., König von Aragón (Haus Barcelona); ⚭ II Beatrix Infantin von Portugal, 1383 Königin von Portugal, Tochter von König Ferdinand I. (Haus Burgund (Portugal))
    1. (I) Heinrich III., * 1379, † 1406, 1390 König von Kastilien und León; ⚭ Katharina von Lancaster, † 1418, Tochter von John of Gaunt, 1. Duke of Lancaster (Haus Lancaster)
      1. Maria, * 1401, † 1458; ⚭ Alfons V., König von Aragón, † 1458 (siehe unten)
      2. Catalina, * 1403, † 1439; ⚭ Enrique Infant von Aragón, Graf von Ampurias und Alburquerque, † 1445 (siehe unten)
      3. Johann II., * 1405, † 1454, 1406 König von Kastilien und León; ⚭ I Maria Infantin von Aragón, † 1445, Tochter von Ferdinand I., König von Aragón (siehe unten); ⚭ II Isabel von Portugal, † 1496, Tochter von Infant Joao
        1. (I) Heinrich IV., * 1425, † 1474, 1454/74 König von Kastilien und León; ⚭ I Blanka Infantin von Navarra, † 1464, Tochter von Johann II., König von Aragón, Navarra und Sizilien (siehe unten); ⚭ II Juana Infantin von Portugal, † 1475, Tochter von Eduard, König von Portugal
          1. (II) Juana, genannt La Beltranaja, † 1530, 1474 zur Königin proklamiert; ⚭ Alfons V., König von Portugal, † 1481

        2. (II) Isabella I. die Katholische, * 1451, † 1504, 1474/1504 Königin von Kastilien und León; ⚭ Ferdinand II., König von Aragon, † 1516 (siehe unten)
        3. (II) Alfons, † 1468, zum König proklamiert

    2. (I) Ferdinand I., * 1380, † 1416, 1412 König von Aragón und Sizilien, Mallorca und Valencia, Graf von Barcelona; ⚭ Leonor Urraca de Castilla, † 1435, Tochter von Sancho Bastard von Kastilien, Graf von Alburquerque
      1. Alfons V., * 1394, † 1458, 1416/58 König von Aragón etc.; ⚭ Maria Infantin von Kastilien, † 1458, Tochter von Heinrich III., König von Kastilien (siehe oben)
        1. (unehelich) Ferdinand I., † 1494, 1443 Herzog von Kalabrien, 1458 König von Neapel; ⚭ I Isabel de Clermont, † 1465, Tochter von Tristan de Clermont, Conte di Copertino; ⚭ II Juana Infantin von Aragón, † 1517, Tochter von Johann II., König von Aragón (siehe unten)
          1. (I) Alfons II., * 1448, † 1495, 1494/95 König von Neapel; ⚭ Ipolita Sforza, † 1484, Tochter von Francesco I. Sforza, Herzog von Mailand
            1. Ferdinand II., * 1469, † 1496, 1495/96 König von Neapel; ⚭ Giovanna Prinzessin von Neapel, † 1518, Tochter von König Ferdinand I., seine Tante (siehe unten)
            2. Isabella, * 1470, † 1524; ⚭ Gian Galeazzo Sforza, Herzog von Mailand, † 1494
            3. Piero, * 1472, † 1491, Principe di Rossano
            4. (unehelich) Alfonso d’Aragona, † 1500, Fürst von Salerno; ⚭ Lucrezia Borgia, † 1519, Tochter von Rodrigo Borgia, dem späteren Papst Alexander VI. (Borgia)
              1. Rodrigo, * 1499, † 1512

            5. (unehelich) Sancha d’Aragona, * 1478, † 1506; ⚭ Jofré Borgia, Principe di Squillace (Borgia)

          2. (I) Leonora, * 1450, † 1505; ⚭ Ercole I. d’Este, Herzog von Ferrara (Haus Este)
          3. (I) Friedrich IV., * 1452, † 1504, 1496/1502 König von Neapel; ⚭ I Anna von Savoyen, † 1480, Tochter von Amadeus IX., Herzog von Savoyen (Haus Savoyen); ⚭ II Isabella del Balzo, † 1533, Tochter von Pirro, Fürst von Altamura
            1. (I) Carlotta, † 1506; ⚭ Guy XVI. Graf von Laval, † 1531 (Haus Montfort-Laval)
            2. (II) Fernando, * 1488, † 1550, Herzog von Kalabrien, Fürst von Tarent, Vizekönig von Valencia; ⚭ I Germaine de Foix, † 1538, Tochter von Jean de Foix, Vizegraf von Narbonne (Haus Grailly), Witwe von Ferdinand II., König von Aragón (siehe oben) und Johann von Brandenburg-Ansbach; ⚭ II 1540 Mencia de Mendoza, Marquesa de Cenete, † 1554, Tochter von Rodrigo Díaz de Vivar de Mendoza, Marqués de Cenete
            3. (II) Isabella, † 1550
            4. (II) Giulia, † 1542; ⚭ Gian Giorgio Paleologo, Markgraf von Montferrat, † 1533 (Palaiologen)

          4. (I) Giovanni, * 1456, † 1485, 1477 Erzbischof von Tarent, Kardinal
          5. (I) Beatrice, * 1457, † 1508; ⚭ I Matthias Hunyady, König von Ungarn und Böhmen, † 1490; ⚭ II Wladislaw Jagiellonczyk, 1471 König von Polen, 1490 König von Ungarn, † 1516
          6. (I) Francesco, * 1461, † 1486, Duca di Sant’Angelo
          7. (II) Giovanna, † 1518; ⚭ Ferdinand II., König von Neapel, † 1496 (siehe oben)

        2. (unehelich) Maria, † 1449; ⚭ Leonello d’Este, Markgraf von Ferrara, † 1450
        3. (unehelich) Leonora; ⚭ Mariano Marzano, 3. Herzog von Sessa, 1. Fürst von Squillace, † 1494

      2. Maria, † 1445; ⚭ Johann II., König von Kastilien, † 1454 (siehe oben)
      3. Johann II., * 1398, † 1479, 1425/79 König von Navarra, 1458/79 König von Aragón etc., ⚭ I Blanka II., † 1441, Königin von Navarra, Tochter von König Karl III. (Haus Frankreich-Évreux); ⚭ II 1444 Juana Enríquez
        1. (I) Karl (Carlos), * 1421, † 1461, Fürst von Viana; ⚭ Agnes von Kleve, † 1448, Tochter von Adolf I., Herzog von Kleve
          1. (unehelich) Anna, † 1477; ⚭ Luis de La Cerda, 1479 1. Herzog von Medinaceli, † 1501
          2. (unehelich) Philipp, X 1488, Erzbischof von Palermo
          3. (unehelich) Juan Alonso, † 1526, Bischof von Huesca

        2. (I) Blanca, * 1424, † 1464; ⚭ Heinrich IV., König von Kastilien, † 1474 (siehe oben)
        3. (I) Leonor, * 1425, † 1479, 1479 Königin von Navarra; ⚭ Gaston IV., Graf von Foix, † 1472 (Haus Grailly)
        4. (II) Ferdinand II. der Katholische, * 1452, † 1516, 1468 König von Sizilien, 1474 König von Kastilien und León, 1479 König von Aragón, 1502 König von Neapel; ⚭ I Isabella I. die Katholische, † 1504, 1474 Königin von Kastilien, Tochter von König Johann II. (siehe oben); ⚭II Germaine de Foix, † 1538, Tochter von Jean de Foix, Vizegraf von Narbonne (Haus Grailly)
          1. (I) Isabella, * 1470, † 1498; ⚭ I Afonso, Erbinfant von Portugal, † 1491; ⚭II Manuel I., König von Portugal, † 1521 (Haus Avis)
            1. (II) Miguel da Paz, * 1498, † 1500, Erbinfant von Portugal, Fürst von Asturien und Gerona

          2. (I) Juan, * 1478, † 1497, ⚭ Margarete von Österreich, † 1530, Tochter von Kaiser Maximilian I. (Habsburger)
            1. Tochter, * und † 1498

          3. (I) Johanna die Wahnsinnige (Juana la Loca), * 1479, † 1555, 1504/55 Königin von Kastilien und León, 1516 Königin von Aragón, 1516/55 Königin von Navarra; ⚭ Philipp der Schöne, Erzherzog von Österreich, † 1506 (Habsburger)
            1. (Habsburger:) Karl V. / Carlos I. (1500–1558), als Kaiser des Heiligen Römischen Reiches (V.), als König von Spanien (I.) – war der Begründer der spanischen Linie des „Hauses Österreich“, der „Casa de Austria“

          4. (I) Maria, * 1482, † 1517; ⚭ Manuel I., König von Portugal, † 1521 (Haus Avis)
          5. (I) Catalina, * 1485, † 1536; ⚭ I Arthur Tudor, † 1502, Prince of Wales (Haus Tudor); ⚭ II Heinrich VIII., König von England, † 1547 (Haus Tudor)
          6. (II) Juan, * und † 1509, Fürst von Gerona

        5. (II) Juana, † 1517; ⚭ Ferdinand I., König von Neapel, † 1494 (siehe oben)

      4. Heinrich (Enrique), † 1445, 1420 Herzog von Villena; ⚭ Catalina Infantin von Kastilien, † 1439, Herzogin von Villena, Tochter von Heinrich III., König von Kastilien (siehe oben)
        1. Heinrich (Enrique) genannt Fortuna[1], † nach 1522, Infant von Aragón, 1476 1. Herzog von Segorbe, Graf von Ampurias
          1. Alfonso de Aragón, † 1562, 2. Herzog von Segorbe; ⚭ Juana Folch de Cardona, 3. Herzogin von Cardona, Tochter von Fernando Folch de Cardona, 2. Duque de Cardona (Haus Folch de Cardona)
            1. Francisco de Aragón Folch de Cardona, † 1575, 3. Herzog von Segorbe, 4. Herzog von Cardona; ⚭ Angela de Cárdenas y Velasco, Tochter von Bernardino de Cárdenas y Pacheco, 2. Duque de Maqueda
            2. Guiomar, † 1557; ⚭ Fadrique Álvarez de Toledo, 4. Herzog von Alba, † 1585 (Haus Álvarez de Toledo)
            3. Juana de Aragón Folch de Cardona, † 1608, 4. Duquesa de Segorbe, 5. Duquesa de Cardona; ⚭ Diego Fernández de Córdoba, el Africano, 3. Marqués de Comares

          2. Isabella; ⚭ Íñigo López de Mendoza y Pimentel, † 1566, 4. Herzog von El Infantado

      5. Leonor, † 1445; ⚭ Eduard, König von Portugal, † 1438
      6. Peter (Pedro, Pietro), X 1438, Herzog von Noto
      7. Sancho, † 1416, Großmeister des Ordens von Calatrava und Alcántara

  2. Eleonora, † 1415; ⚭ Karl III., König von Navarra, † 1425 (Haus Frankreich-Évreux)